# Pole jasne
Pole jasne – centralna część tarczki zarodkowej ptaków, na której terenie tworzy się ciało zarodka. Powstaje ono po zakończeniu podziałów bruzdkowania w wyniku podniesienia centralnej części tarczki zarodkowej. Otoczone jest polem ciemnym, które należy do obwodowej części tarczki i przylega do żółtka. Pole jasne, poza tworzeniem ciała zarodka, dostarcza także materiału na błony płodowe.